# WWE Intercontinental Championship
WWE Intercontinental Championship je mužský profesionální wrestlingový šampionát vytvořený a propagovaný americkou propagací WWE, lze o něj zápasit v divizi značky Raw. Je to jeden ze dvou sekundárních šampionátů pro hlavní roster WWE, spolu s WWE United States Championship na SmackDownu. Současným šampionem je Sami Zayn, který jej drží už po čtvrté. Získal ho 6. dubna 2024 tím, že porazil Gunthera během první noci na WrestleManii XL.
Titul byl založen 1. září 1979, když se společnost ještě jmenovala World Wrestling Federation (WWF) v důsledku sjednocení severoamerického šampionátu WWF v těžké váze s apokryfním jihoamerickým šampionátem v těžké váze. Je to třetí nejstarší šampionát, který je v současné době stále aktivní ve WWE, hned po WWE Championship (1963) a United States Championship (1975). I když je toto třetí místo sporné, protože americký šampionát se stal oficiální až v roce 2001.
V listopadu 2001 byl tehdejší titul WCW United States Championship sjednocen do Intercontinental Championship. V roce 2002, po zavedení prvního rozdělení značky, se stala titulem pro Raw a WWF byla přejmenována na WWE. Později téhož roku byly mistrovství Evropy a Hardcore titul sjednoceny do Interkontinentálního mistrovství. Intercontinental Championship v průběhu let přecházel mezi rostery, obvykle v důsledku draftu. Ten naposledy proběhl v roce 2023.

## Historické názvy
- WWF Intercontinental Heavyweight Championship (1979–1992)
- WWF Intercontinental Championship (1992–2002)
- WWE Intercontinental Championship (2002, 2003–současnost)